# Chester-le-Street
Chester-le-Street est une ville du Durham située sur la Wear, à environ 11 km au sud de Newcastle. Elle comptait 23 946 habitants au moment du recensement de 2001.
En 883, des moines de l'abbaye de Lindisfarne qui fuient les Danois s'arrêtent à Chester-le-Street et y construisent une église dédiée à saint Cuthbert. L'évêque de Lindisfarne y réside pendant plus d'un siècle, avant d'aller s'installer à Durham en 995. Durant cette période, Chester-le-Street est un centre culturel actif : c'est notamment là que la glose en vieil anglais des Évangiles de Lindisfarne est réalisée.
En 1974, Chester-le-Street devient le siège d'un district non-métropolitain, aboli en 2009. Elle relève depuis de l'autorité unitaire du comté de Durham.

## Jumelages
- Kamp-Lintfort (Allemagne)

## Personnalités
- Adam Reach (1993-), footballeur international, y est né ;
- Aidan Chambers (1934-), écrivain, y est né ;
- Bob Hardisty (1921-1986), footballeur international anglais, y est né ;
- Bryan Robson (1957-), footballeur international anglais, désormais entraîneur, y est né ;
- Colin Todd (1948-), footballeur, y est né ;
- Geordie Walker (1958-2023), guitariste de post-punk et de Metal industriel, y est né.